# Gersterbrot

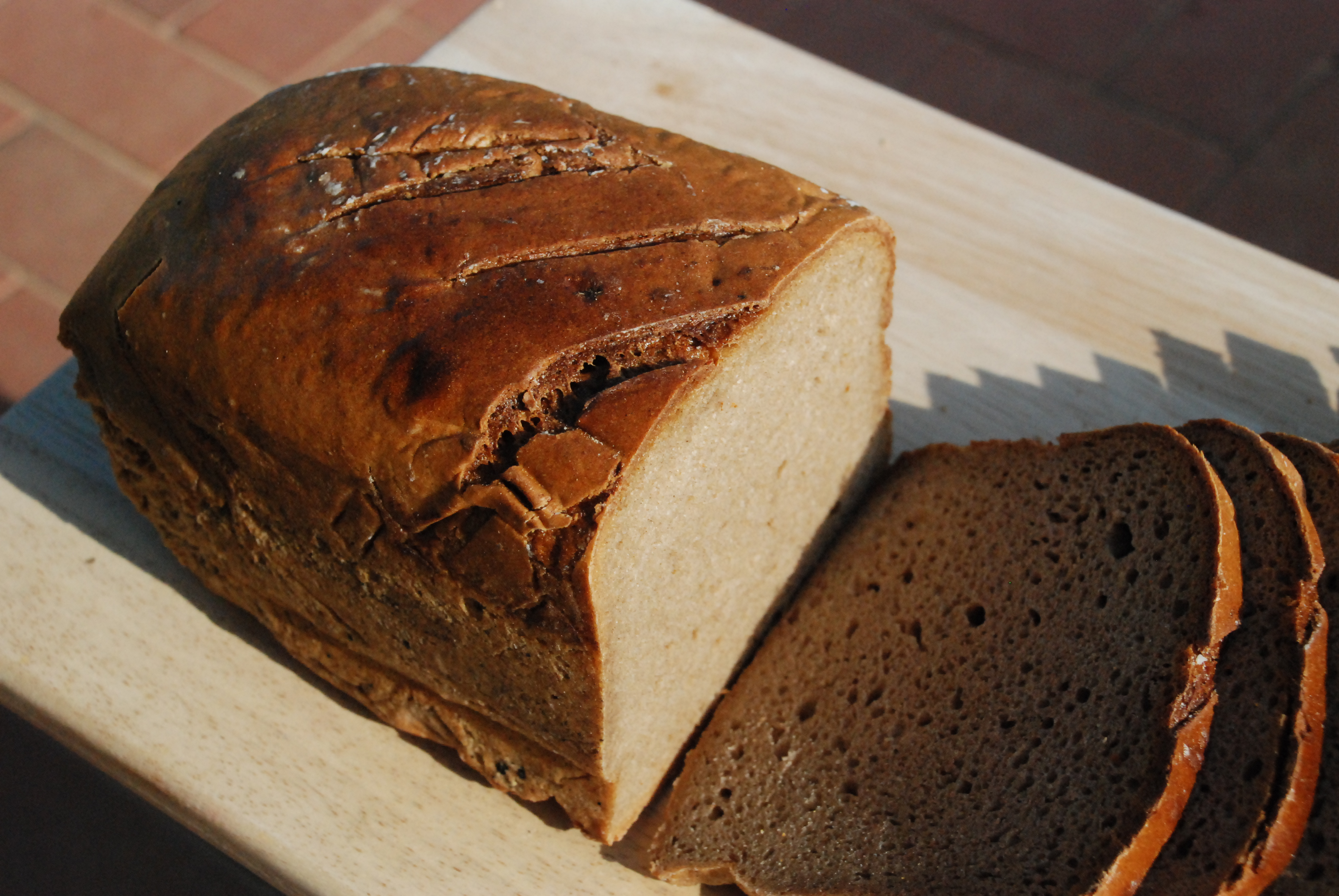
Gersterbrot

Gersterbrot ist ein Spezialbrot aus Sauerteig mit Hefezusatz. Es handelt sich dabei um ein Roggenbrot oder Roggenmischbrot, das einem zweistufigen Gär- und Backverfahren unterzogen wird. Die Blockform wird durch Anschieben der Laibe nach der Vorwärmzeit im Gärkörbchen geschaffen. Dann werden die ausgeformten und vor der Ofenhitze gut getrennten Brotlaibe angeschoben, das heißt dicht an dicht zusammen gebacken. Die angetrocknete Seite bleibt daher weich. Auf die ausgeprägte obere Kruste wirken Gasflammen ein und verursachen eine charakteristische dunkle Sprenkelung. Eine glänzende Oberfläche wird durch Bestreichen mit einer Kochsalzlösung vor dem zweiten Backabschnitt erreicht. Das Brot hat einen kräftigen Geschmack.
Der Wortbestandteil „Gerster“ wird auf das Verb gerstern, gersteln bzw. gesseln zurückgeführt, das sich auf das Herstellen einer ausgeprägten Brotrinde im Ofenfeuer bezieht. Es besteht also keine Beziehung zu der Getreideart Gerste.
Früher wurden die Teiglinge für eine stärkere Kruste und damit längere Haltbarkeit noch während des Brennvorganges in direkt beheizte Öfen geschoben und kamen dabei in Kontakt mit den offenen Flammen.
Heute wird der gleiche Effekt durch das Abflämmen der Laibe mit einer offenen Gasflamme noch vor dem Backen erreicht. Das Abflämmen kann mit Hilfe eines Gersterapparates oder eines Gasbrenners erfolgen. Typisch sind Schrägschnitte an der Brotoberfläche und weitere Längsschnitte an Seite und Boden, die verhindern sollen, dass die Kruste aufreißt.
Gersterbrot gilt in den Regionen Hannover, Braunschweig und Hildesheim sowie in Bremen als Spezialität.